# Nerka podkowiasta

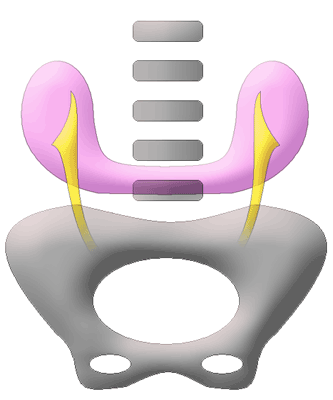
Schematyczne przedstawienie wady

Nerka podkowiasta (ang. horseshoe kidney) – wada wrodzona układu moczowego o charakterze malformacji. Polega ona na połączeniu się dolnych biegunów nerek poprzez cieśń zbudowaną z miąższu nerkowego. Nerka podkowiasta jest zwykle położona niżej. Zwykle wada ta nie powoduje żadnych dolegliwości, w niektórych przypadkach wywiera ucisk na moczowody, utrudniając odpływ moczu. Sprzyja to zakażeniom układu moczowego i kamicy nerkowej. Występuje przeciętnie u jednej osoby na 400, u kobiet z zespołem Turnera w 15% przypadków.